# Очанка мелкоцветковая
Оча́нка мелкоцветко́вая (лат. Euphrasia micrantha) — вид двудольных растений рода Очанка (Euphrasia) семейства Заразиховые (Orobanchaceae). Впервые описан немецким ботаником Людвигом Райхенбахом в 1830 году.

## Распространение и среда обитания
Встречается в Австрии, Бельгии, Великобритании (Англия), Дании (включая Фарерские острова), Финляндии, Франции, Германии, Ирландии, Нидерландах, Испании, Италии, Норвегии, Польше, Румынии, Швеции, России, странах бывшей Чехословакии и в странах Прибалтики. Занесена в американский штат Массачусетс.

## Ботаническое описание
Однолетнее травянистое паразитическое растение. Мезофит.
Листья простые, размещены супротивно.
Плод — коробочка бурого или зелёного цвета.

## Охранный статус
Занесена в Красные книги Латвии и Эстонии.